# Д’Амиго, Джерри
Дже́рри Ви́нсент Д’Ами́го (англ. Jerry Vincent D'Amigo; 19 февраля 1991, Бингемтон, Нью-Йорк, США) — американский хоккеист, левый нападающий. Игрок клуба НХЛ «Баффало Сейбрз».

## Игровая карьера

### Клубная карьера
Джерри Д’Амиго был выбран на драфте НХЛ 2009 года клубом «Торонто Мейпл Лифс» после того, как в начале года стал чемпионом мира среди юниорских команд. На том турнире он набрал 13 (4+7) очков в семи матчах, заняв третье место по этому показателю.
На драфте КХЛ Д’Амиго был выбран в 2010 году в седьмом раунде ярославским «Локомотивом» под общим 155-м номером.
12 августа 2010 года он подписал контракт новичка с «Торонто», рассчитанный на три года.
5 декабря 2013 года генеральный менеджер «Торонто» Дэйв Нонис объявил, что из фарм-клуба «Торонто Марлис» вызван Д’Амиго, который заменил в основной команде Джерреда Смитсона. В тот же день Д’Амиго провел свой первый матч в НХЛ против «Даллас Старз». Первый гол Джерри забил 14 декабря 2013 года в ворота Антти Раанты из «Чикаго Блэкхокс».
1 июля 2014 года «Торонто» обменял Д’Амиго и условный выбор в седьмом раунде драфта 2015 в «Коламбус Блю Джекетс» на нападающего Мэтта Фрэттина.

### В сборной
Д’Амиго выступал за юниорскую сборную США на чемпионате мира 2009 года и за молодёжную сборную на чемпионатах мира 2010 и 2011 годов. На юношеском чемпионате мира-2009 Д’Амиго вошёл в символическую сборную турнира.

## Интересные факты
Любимый игрок Д’Амиго — Джейсон Спецца, любимая команда — «Нью-Йорк Рейнджерс».